# Шердінг (округ)
Бецирк Шердінг — округ Австрійської федеральної землі Верхня Австрія. 
Округ поділено на 30 громад, з яких 1  місто, а ще 6 - ярмаркові містечка. 
Міста
- Шердінг

Містечка
- Андорф
- Енгельгартсцелль-ан-дер-Донау
- Копфінг-ім-Іннкрайс
- Мюнцкірхен
- Рааб
- Рідау

Сільські громади
- Альтшвендт
- Брунненталь
- Дірсбах
- Дорф-ан-дер-Прам
- Еггердінг
- Енценкірхен
- Ештернберг
- Фрайнберг
- Майргоф
- Райнбах-ім-Іннкрайс
- Шарденберг
- Зіггартінг
- Санкт-Аегіді
- Санкт-Флоріан-ам-Інн
- Санкт-Марінкірхен-бай-Шердінг
- Санкт-Роман
- Санкт-Віллібальд
- Зубен
- Тауфкірхен-ан-дер-Прам
- Віхтенштайн
- Вальдкірхен-ам-Везен
- Вернштайн-ам-Інн
- Целль-ан-дер-Прам

## Демографія
Населення округу за роками за даними статистичного бюро Австрії

## Виноски
1. ↑  Statistik Austria. Архів оригіналу за 2 травня 2015. Процитовано 23 червня 2013.

| Австрія | Це незавершена стаття з географії Австрії. Ви можете допомогти проєкту, виправивши або дописавши її. |